# 冯刚 (摄影师)
冯刚（1947年—），上海人，新疆乌鲁木齐市第六中学英语高级教师，乌鲁木齐市职工影协一级会员，新疆维吾尔族自治区摄影家协会会员，新疆野生动物保护协会会员，乌鲁木齐市天山区人大代表。业余时间从事野生动物摄影，自费购置摄影装备及车辆，曾利用业余时间多次深入阿尔金山、卡拉麦里山、巴彦布鲁克等自然保护区拍摄野生动物，创作了大量摄影作品。因为冯刚拍摄了大量以野驴为主角的照片，并热心于宣传野驴的保护，故而被人们称作野驴之父。在摄影创作过程中，冯刚提倡尊重野生动物的拍摄方式，反对为了追求作品艺术效果而影响和干涉野生动物的正常生活，他是中国新野生动物摄影的代表人物之一。

## 生平
冯刚1947年生于上海，在中学时代就对摄影产生浓厚兴趣，曾经用废旧铁罐自己组装放大设备。1969年3月冯刚到新疆新源县红星公社一大队插队，插队期间他曾经利用自己的摄影技术为公社开办过照相馆。1974年9月冯刚进入新疆乌鲁木齐市第六中学做英语教师，其间冯刚一直没有放弃摄影的爱好，在1995年他购置了三脚架、长焦镜头等装备，开始从事野生动物摄影。进入野生动物摄影领域之后，冯刚逐渐了解野生动物知识，也接触到了传统的野生动物摄影方式，他对驱赶、惊吓、捕捉野生动物的拍摄方式深感不满，遂按照自己的理念进行不干扰动物生活的摄影活动，为了深入无人区进行摄影创作，他自费购买了汽车，他曾经3次进入平均海拔4500米的阿尔金山国家级自然保护区，35次进入准噶尔盆地东缘的卡拉麦里山自然保护区，30余次前往乌鲁木齐市郊的北山羊栖居地，4次进入博斯腾湖，其中大部分地区都是人迹罕至的高山、荒漠、戈壁等严酷环境。1997年，冯刚在乌鲁木齐市南郊发现北山羊活动，拍摄了大量照片，并撰写文章发表在《大自然》杂志；1998年冯刚为追踪拍摄蒙古野驴在卡拉麦里山自然保护区的沙漠中迷路，几乎因脱水死亡。2001年冯刚获“全国环境保护杰出贡献者奖”和“地球奖”2002年获中华环境保护基金会颁发的“中华环境奖”。

## 作品
冯刚的摄影作品涉及50余个野生动物物种，有藏野驴、蒙古野驴、藏羚羊、野骆驼、藏原羚、盘羊、鹅喉羚、野牦牛、北山羊、马鹿、雪豹、天鹅等物种，其中的藏野驴和蒙古野驴题材的影片最多，超过一半。
中国电信用冯刚摄制的12幅作品作为一套野生动物主题电话卡的图案。
2001年冯刚的作品成为中国国家环保总局馈赠来宾的国礼。

## 曾获荣誉
- 2001年 获中国国家环保总局等八部委联合颁发的“全国环境保护杰出贡献者奖”
- 2001年 获中国环境新闻工作者协会和香港“地球之友”联合颁发的“地球奖”
- 2002年 获中华环境保护基金会颁发的“中华环境奖”

## 外部連結
- 冯刚野生动物摄影作品集[永久]，新疆天山网